# Ravensberger Urbar
Das Ravensberger Urbar von 1556 ist eine der wichtigsten Quellen zur Siedlungs- und Wirtschaftsgeschichte der Grafschaft Ravensberg in der Frühen Neuzeit. Es befindet sich zusammen mit mehreren Abschriften im Landesarchiv NRW in Münster im Bestand der Kriegs- und Domänenkammer Minden unter den Nr. 2670 und 2673.
Der Landesherr der Grafschaft Ravensberg, Herzog Johann III. von Jülich-Kleve-Berg und Mark (1490–1539), hatte bereits 1532 eine Kirchenvisitation in seinen Territorien angeordnet und 1533 durch Matthias von Altenbockum († nach 1563), Drost zu Hörde, durchführen lassen, um sich genau über die Verhältnisse zu unterrichten.
Johanns Nachfolger Wilhelm V. von Jülich-Kleve-Berg (1516–1592) ordnete 1550 an, ein Urkataster für die Grafschaft zu erstellen: Das sogenannte „Ravensberger Urbar“ wurde 1556 abgeschlossen. Es enthält eine vollständige Auflistung der in den Ämtern vorhandenen 3.389 Häuser und Hofstellen, ihrer Hörigkeit und ihrer Abgabepflichten. Eine Kommission aus dem Rentmeister, dem Vogt und dem Untervogt befragte die Untertanen und hielt Vorname, Name, gelegentlich eine Lagebeschreibung, Qualität, Größe und Ländereien der Hofstätte, Hörigkeit (Leibeigenschaft) und Abgaben fest. Ein Beispiel:
- Name: „Temme Gussenbergk, Pauper,“[2]
- Hofqualität: „ist ein halbspenniger,“
- Hörigkeit: „Meinem Gnedigen Hern[3] mit wief und kindern eigen, sytzet uf seiner Furstlichen Gnade gute und gehort Seinen Furstlichen Gnaden die besate[4] daranne.“
- Größe des Grundstücks: „Sein haus, hof und garde ist von ½schepfel[5] roggen.“
- Saatland: „Sedig landt:[6] ein kamp[7] bei Schwopperhaus gelegen von 6 schepfel roggen, de Nasse Kamp von 3 schepfel roggen, ein kamp vorm Berge, de Schliegk genannt, von 3 schepfel roggen, im Kleikamperfelde liggen verscheiden an cleinen pletzen oder brocken 18 stucke, darin seiget man 9 schepfel roggen, im Barthuser Felde 16 cleine stucke von 8 schepfel roggen.“
- Wiese: (hat keine)
- Mastholz: „zu 6 schweinen eichenbeume wans wechset.“
- Abgaben: „Schulde: gibt Meinem Gnedigen Hern 4 goltgulden 6 schillinge, 1 schlachtekoe, 1 schultschwein, 3 honer.“
- Dienste: „Dienst: gibt Meinem Gnedigen Hern zu dienstgelde 1 goltgulden.“
- Zehnte: „Zehenden und afhorst: gibt der von Rennenbergden zehenden, noch den Vincken 1 schepfel gersten zu zehenden; in die kirchen zu Boickhorst ½ schepfel habern; in die kirchen zu Holtzhusen 3 schillinge.“
- Zusätze: „Nota: dieser Temme Gussenberg beclagt sich mit grosser bekommernuß, das diß sein erbe mit den jerlichen schulden und pechten, auch dem korne und fleißzehenden vil zu hoich beschwert sei, habe auch uber alle kein wiesewachs und weinich ackers wie zu befinden sei; woe ime sulchs mit gnaden nit moderirt werde, musse ehr von noit wegen davon entlaufen, alse dan auch die warheit davon also erkundet ist.“

Unter den 3.389 Häusern und Wohnstätten waren 1.172 landesherrliche Eigenhörige, 1.213 Eigenhörige der Ritterschaft, 299 von geistlichen Korporationen und 31 von Bürgern oder Geistlichen Abhängige.

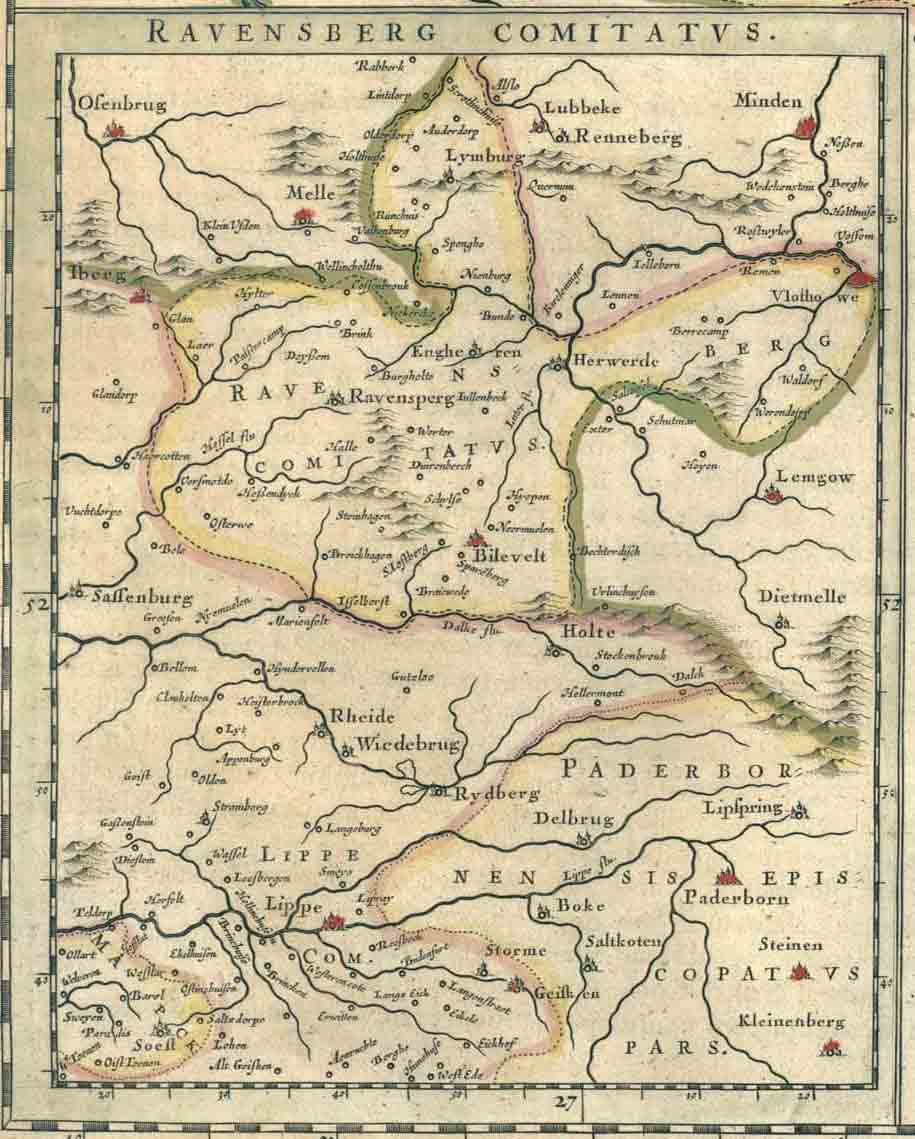
Grafschaft Ravensberg im 17. Jahrhundert

Zur Grafschaft Ravensberg gehörten 1556 folgende Gebiete in den heutigen Kreisen Gütersloh, Herford (ohne die Kerngebiete der früheren Freien Reichsstadt Herford, der Fürstabtei Herford und des Stiftes auf dem Berge), Minden-Lübbecke und der Stadt Bielefeld sowie einzelne Höfe in den heutigen Kreisen Lippe und Osnabrück:
- Amt Limberg
  - Vogtei Bünde
    - Kirchspiel Bünde (43 Höfe und Wohnstätten im Dorf Bünde)
    - Kirchspiel Rödinghausen (183 Höfe und Wohnstätten)
    - Kirchspiel Börninghausen (52 Höfe und Wohnstätten)

  - Vogtei Oldendorf (heute Preußisch Oldendorf)
    - Kirchspiel Oldendorf (35 Höfe und Wohnstätten)
    - Kirchspiel Holzhausen (65 Höfe und Wohnstätten)
- Amt Ravensberg
  - Vogtei Borgholzhausen
    - Kirchspiel Borgholzhausen

  - Vogtei Halle
    - Kirchspiel Halle (47 Höfe und Wohnstätten)
    - Kirchspiel Hörste

  - Vogtei Versmold
    - Kirchspiel Bockhorst (37 Höfe und Wohnstätten)
- Amt Sparrenberg
  - Vogtei Brackwede
    - Kirchspiel Brackwede (heute Stadtteil von Bielefeld)
    - Kirchspiel Isselhorst (66 Höfe und Wohnstätten; heute Stadtteil von Gütersloh)
    - Kirchspiel Dornberg (heute Stadtteil von Bielefeld)
    - Kirchspiel Steinhagen

  - Vogtei Brockhagen
    - Kirchspiel Brockhagen

  - Vogtei Enger
    - Kirchspiel Enger
    - Kirchspiel Spenge
    - Kirchspiel Hiddenhausen
    - Kirchspiel Wallenbrück

  - Vogtei Heepen (heute Stadtteil von Bielefeld)
    - Kirchspiel Heepen (mit Teilen von Oerlinghausen)

  - Vogtei Schildesche (heute Stadtteile von Bielefeld)
    - Kirchspiel Jöllenbeck (50 Höfe und Wohnstätten)
    - Kirchspiel Schildesche

  - Vogtei Werther (157 Höfe und Wohnstätten)
    - Kirchspiel Werther (Werther 44, Rotenhagen mit Häger 47, Isingdorf 22, Schröttinghausen 19, Rotingdorf 13 und Theenhausen 12 Höfe und Wohnstätten)
- Amt Vlotho
  - Vogtei Vlotho (225 Höfe und Wohnstätten)
    - Kirchspiel Exter (91 Höfe und Wohnstätten)
    - Kirchspiel Rehme (87 Höfe und Wohnstätten; heute Stadtteil von Bad Oeynhausen)
    - Kirchspiel Vlotho (46 Höfe und Wohnstätten)

  - Vogtei Wehrendorf
    - Kirchspiel Valdorf (136 Höfe und Wohnstätten)

Auch in den angrenzenden Territorien waren einzelne Höfe ravensbergisch und werden im Urbar erwähnt.
Die Grafschaft Ravensberg fiel 1609/14/48 an Brandenburg-Preußen. Der Große Kurfürst Friedrich Wilhelm (1620–1688) gab 1678 ein neues Landmessungs- und Taxationsregister für die Grafschaft in Auftrag, das 1685/86 fertiggestellt wurde.